# Liste der Baudenkmale in Bollewick
In der Liste der Baudenkmale in Bollewick sind alle denkmalgeschützten Bauten der Gemeinde Bollewick (Mecklenburg-Vorpommern) und ihrer Ortsteile aufgelistet. Grundlage ist die Veröffentlichung der Denkmalliste des Landkreises Mecklenburgische Seenplatte (Auszug) vom 20. Januar 2017.

## Baudenkmale nach Ortsteilen

### Bollewick
| ID  | Lage                         | Bezeichnung                                                                       | Beschreibung | Bild           |
| --- | ---------------------------- | --------------------------------------------------------------------------------- | --- | -------------- |
| 78  | Dudel 1 (Karte)              | Wirtschaftsgebäude der ehem. Gutsanlage (Feldsteinscheune), Gelände bis zum Teich | Scheune von 1881; mit 125 × 34 Metern Grundfläche die größte Feldsteinscheune Deutschlands; bis 1991 Scheune, dann Umbau zum Hotel, Veranstaltungs- und Ladenzentrum. | Weitere Bilder |
| 79  | Friedhof (Karte)             | Kirche                                                                            | Frühgotischer, 2-jochiger kreuzrippengewölbter Backsteinbau; einst Wehrkirche auf leichter Anhöhe, Ersterwähnung 1331; dann mehrfach u. a. 1682 umgebaut bzw. erweitert; alter Westturm mit achtseitigem Spitzhelm vom 20. Jh. Innen: Kanzel 16. Jh., Schnitzaltar von 1522, barocker Taufengel, Patronatsloge vom 17. Jh. | Weitere Bilder |
| 80  | vor dem Friedhof (Karte)     | Kriegerdenkmal 1914/1918 mit                                                      | |                |
| 80  |                              | Kurzer Allee mit Grabsteinen und                                                  | |                |
| 80  |                              | Gedenkstein                                                                       | |                |
| 242 | Chausseestraße 11/12 (Karte) | Wohnhaus                                                                          | |                |

### Kambs
| ID  | Lage                          | Bezeichnung                      | Beschreibung | Bild            |
| --- | ----------------------------- | -------------------------------- | --- | --------------- |
| 243 | Chausseestraße 17 (Karte)     | ehemaliger Hengstenstall mit     | |                 |
| 243 |                               | Deckschauer                      | |                 |
| 244 | Dorfstraße 8 (Karte)          | Wohnhaus (Pfarrwitwenhaus)       | |                 |
| 245 | Dorfstraße 11 (Karte)         | Altes Pfarrhaus                  | | Altes Pfarrhaus |
| 246 | Dorfstraße - Friedhof (Karte) | Grabstätte der Familie H. Neckel | |                 |
| 247 | Dorfstraße                    | Parkreste mit                    | |                 |
| 247 | Hof 4 A / 5                   | Speicher                         | |                 |
| 248 | Dorfstraße - Friedhof (Karte) | Kirche                           | Gotische Feldsteinkirche mit Backsteinelementen vom 13. Jahrhundert mit Gewölbe; schiffsbreiter Westturm vom 14. Jh., danach südliche Vorhalle mit Staffelgiebel; Westturm mit Walmdach und Dachreiter mit Spitzhelm. | Weitere Bilder  |
| 249 | Dorfstraße - Friedhof         | Kriegerdenkmal 1914/1918         | |                 |

### Wildkuhl
| ID   | Lage                      | Bezeichnung                 | Beschreibung | Bild |
| ---- | ------------------------- | --------------------------- | --- | ---- |
| 1108 | Straße und Rondell        | Pflasterung und             | |      |
| 1108 | Wildkuhler Str. 7 (Karte) | Gutsanlage mit 2. Stall und | Gutsanlage mit 1-gesch. Gutshaus von um 1883 aus Fachwerk mit Mansarddach und zwei angebauten Seitenflügeln, die einen Hof umschließen mit einer über 300 Jahre alten Eiche; heute Hofgemeinschaft für behinderte Menschen |      |
| 1108 | Wildkuhler Str. 8/9       | Gutshaus und                | |      |
| 1108 | Wildkuhler Str. 8/9       | 1. Stallscheune und         | |      |
| 1108 | Wildkuhler Str. 8/9       | Park                        | Parkanlage mit 82 ha |      |

## Quelle
- Karte der Baudenkmale im Geoportal des Landkreises